# Jean de Liège (sculpteur)

Gisants des entrailles de Charles IV le Bel et Jeanne d'Évreux provenant de l'abbaye de Maubuisson, 1372, Paris, musée du Louvre.

Pour les articles homonymes, voir Jean de Liège.

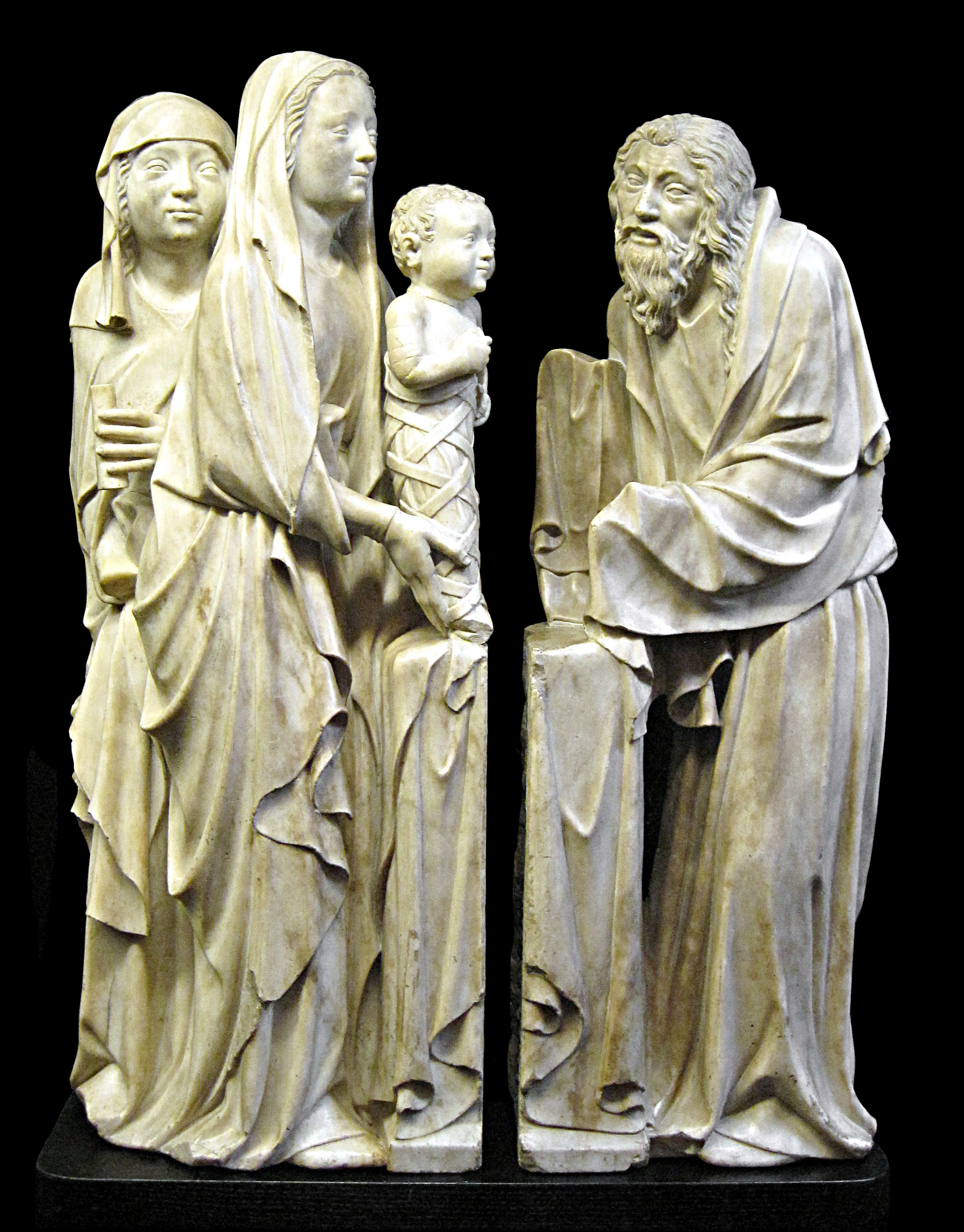
Groupe sculpté en marbre représentant La Présentation au Temple exposé
dans le musée national du Moyen Âge de l'Hôtel de Cluny à Paris.

Jean de Liège, aussi connu sous le nom de Hennequin de Liège, est un sculpteur probablement originaire de Liège (alors capitale de la principauté de Liège, aujourd'hui dans la région belge de Wallonie) et principalement actif en France, de 1361 à sa mort en 1381.
Son œuvre, surtout consacrée  à la sculpture funéraire, se rattache au gothique flamboyant.

## Son œuvre
Jean de Liège est principalement connu pour le Tombeau de la reine Philippa de Heinaut réalisé pour l'abbaye de Westminster en 1366, le Tombeau du cœur de Charles V pour la cathédrale de Rouen en 1368, et le Tombeau des entrailles de Charles IV et Jeanne d'Evreux en 1372, pour l'abbatiale de Maubuisson, conservé à Paris au musée du Louvre. Le Louvre conserve aussi de cet artiste les portraits de Charles V et Jeanne de Bourbon (1365). Un inventaire de ses œuvres dressé après la mort du maître signale d'autres sculptures : Annonciation, Gésine Notre-Dame et un Tombeau de la duchesse d'Orléans et sa sœur. Le gisant de Blanche de France est conservé à la basilique Saint-Denis et le gisant de sa sœur Marie de France est détruit, excepté le buste conservé à New-York au Metropolitan Museum of Art. Sur la base de ces œuvres certifiées, on lui attribue le Gisant de Marie d'Espagne, conservé à Saint-Denis. D'autres œuvres conservées à Saint-Denis (Gisant de Jeanne de Bourbon ; Gisant de Marguerite de Flandre, attribué à l'atelier de Jean de Liège ; Gisant d'une princesse inconnue, sans doute Jeanne de France) et au musée de Cluny à Paris (Groupe de la présentation de Jésus au Temple et un Saint Jean l'Evangéliste), et au musée Calouste-Gulbenkian de Lisbonne (Vierge à l'Enfant, en marbre) sont dans la manière de Jean de Liège.